# تاشوو (صربستان)
تاشوو (به صربی: Taševo) یک منطقهٔ مسکونی در صربستان است که در پریژپولجه واقع شده‌است. تاشوو ۲٬۰۶۱ نفر جمعیت دارد.